# Хадерсфилд
Хадерсфилд (енгл. Huddersfield) је град у Уједињеном Краљевству у Енглеској. Према процени из 2007. у граду је живело 150.127 становника.

## Становништво
Према процени, у граду је 2008. живело 150.127 становника.
| 1981.   | 1991.   | 2001.   |
| ------- | ------- | ------- |
| 147,825 | 143,726 | 146,234 |